# Katageneza
Katageneza – zjawiska diagenezy posedymentacyjnej zachodzące w warunkach odrębnych od warunków sedymentacji; kiedy osad został już przykryty pokładem innego osadu. Katageneza zachodzi pod wpływem zwiększonego ciśnienia i temperatury, ale jeszcze zbyt niskich do wywołania metamorfizmu.
Zjawiska te mogą przebiegać w skale już skonsolidowanej (utwardzonej) i w znacznie późniejszym okresie geologicznym w porównaniu z okresem sedymentacji. 
W osady już stwardniałe pod wpływem diagenezy mogą wtargnąć roztwory zawierające krzemionkę lub magnez i wówczas mogą one ulec sylifikacji lub dolomityzacji. Mogą się również dostać do tych osadów gorące wody, pod działaniem których osady ulegną rozpuszczeniu, a później wtórnej krystalizacji. Jeśli utwardzone skały zostaną poddane działaniu wysokiej temperatury lub ciśnienia albo zetkną się z gorącymi roztworami magmowymi, przekształcają silnie swą budowę i skład mineralny. Zmiany te określa się nazwą metamorfizmu.
Termin katageneza wprowadził A.E.Fersman w 1922 r.